# Contea di Wilbarger
La contea di Wilbarger in inglese Wilbarger County è una contea dello Stato del Texas, negli Stati Uniti. La popolazione al censimento del 2010 era di 13 535 abitanti. Il capoluogo di contea è Vernon. La contea è stata creata nel 1858 ed organizzata successivamente nel 1881. Il suo nome deriva da Josiah Pugh Wilbarger e Mathias Wilbarger, due dei primi coloni della zona

## Geografia
| Anno | Popolazione | ±%       |
| ---- | ----------- | -------- |
| 1880 | 126         | Note:    |
| 1890 | 7,092       | 5,528.6% |
| 1900 | 5,759       | −18.8%   |
| 1910 | 12,000      | 108.4%   |
| 1920 | 15,112      | 25.9%    |
| 1930 | 24,579      | 62.6%    |
| 1940 | 20,474      | −16.7%   |
| 1950 | 20,552      | 0.4%     |
| 1960 | 17,748      | −13.6%   |
| 1970 | 15,355      | −13.5%   |
| 1980 | 15,931      | 3.8%     |
| 1990 | 15,121      | −5.1%    |
| 2000 | 14,676      | −2.9%    |
| 2010 | 13,535      | −7.8%    |

Secondo l'Ufficio del censimento degli Stati Uniti d'America la contea ha un'area totale di 978 miglia quadrate (2530 km²), di cui 971 miglia quadrate (2512 km²) sono terra, mentre 7,0 miglia quadrate (18 km², corrispondenti allo 0,7% del territorio) sono costituiti dall'acqua.

### Strade principali
- U.S. Highway 70
- U.S. Highway 183
- U.S. Highway 283
- U.S. Highway 287

### Contee adiacenti
- Tillman County (nord)
- Wichita County (est)
- Baylor County (sud)
- Foard County (ovest)
- Hardeman County (ovest)
- Jackson County (nord-ovest)